# Jet d'eau

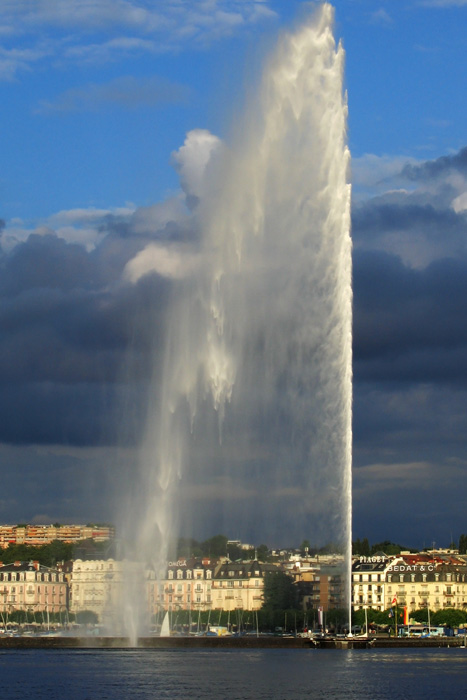
Jet d'eau, 2005.

Jet d'eau är en 140 meter hög fontän på Quai du Général-Guisan i Genève i Schweiz. Den är ett av stadens viktigaste landmärken, och ligger där Genèvesjön går ut i Rhône.
Fontänen uppsattes ursprungligen 1886 som en säkerhetsventil för det trycksatta nät som försörjde stadens hushåll och industrier med vatten från Rhône. Den var vanligen i drift på kvällen när industrierna var stängda och trycket i nätet blev för högt.

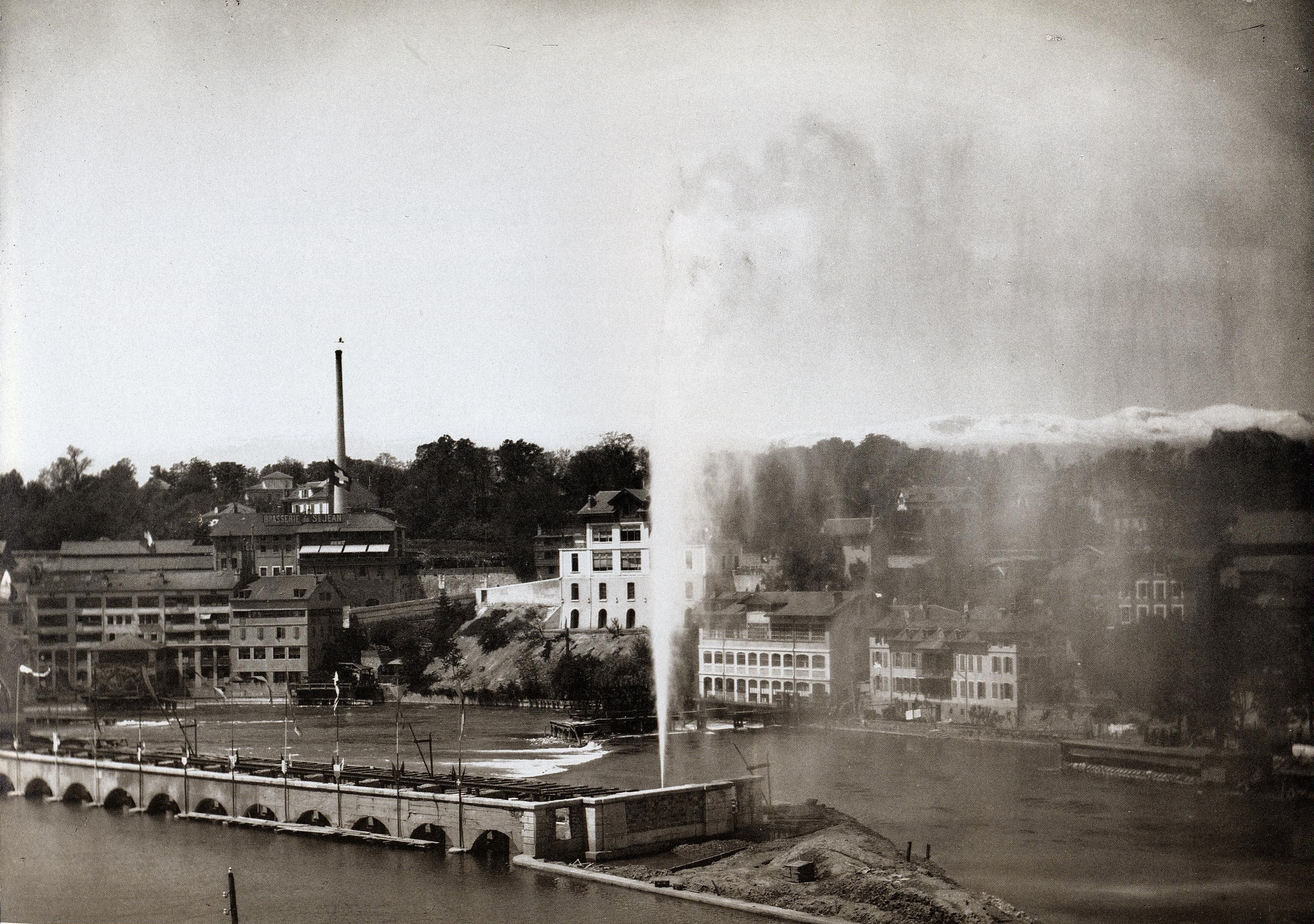
Jet d'eau och vattenverket, 1886.

Den flyttades till sin nuvarande placering 1891 i förbindelse med Schweiz 600-årsjubileum. I början var fontänen 30 meter hög men efter en renovering år 1951 nådde den sin nuvarande höjd.
Jet d'eau sprutar ut 500 liter vatten i sekunden med en hastighet på 200 kilometer i timmen med hjälp av två pumpar på totalt 1 MW. Den är i drift från klockan 9 eller 10 på förmiddagen till sent på kvällen året runt.